# Henriette Amalia av Anhalt-Dessau
Henriette Amalia av Anhalt-Dessau, född 16 augusti 1666 i Kleve, död 18 april 1726 i Oranienstein, var prinsessa och regent i Friesland.

## Biografi
Henriette Amalia var dotter till Johan Georg av Anhalt-Dessau (1627–1693) och Henriette Catherine av Oranien (1637–1708). Hon gifte sig 1683 med Henrik Kasimir II av Nassau-Dietz (1657–1696), regent i Friesland, Groningen och Drenthe. Hon var 1696–1707 regent i Friesland som förmyndare åt sin son Johan Vilhelm Friso av Oranien.
Henriette Amalia betraktades som arrogant och ovänlig och var inte populär, och hon ansågs inte äga den diplomatiska skicklighet som krävdes som regent. Hon skapade sig skulder med sina byggnadsprojekt, men lyckades dock modernisera Slottet Oranienstein i Diez. 1711 valdes hon bort som regent för sitt barnbarn Vilhelm IV av Oranien till förmån för sin svärdotter Marie Louise av Hessen-Kassel.